# ميسون الهاشمي
ميسون الهاشمي (ج.1946 - 27 أبريل 2006) كانت رئيسة قسم المرأة في الحزب الإسلامي العراقي حتى تم قتلها في سن الستين. كانت شقيقة النائب العراقي السابق الرئيس طارق الهاشمي.